# Velike Rodne
Velike Rodne je naselje u slovenskoj Općini Rogaškoj Slatini. Velike Rodne se nalazi u pokrajini Štajerskoj i statističkoj regiji Savinjskoj. 

## Stanovništvo
Prema popisu stanovništva iz 2002. godine naselje je imalo 152 stanovnika.